# John Walter Gregory
John Walter Gregory (Londra, 27 gennaio 1864 – Fiume Urubamba, 2 giugno 1932) è stato un geologo ed esploratore britannico.

## Biografia
Lavorò al British Museum dal 1887 al 1900 come geologo e paleontologo.  Professore di geologia all'Università di Melbourne dal 1900 al 1904, occupò poi la stessa carica all'Università di Glasgow, dove rimase fino al 1929.
Gregory organizzò spedizioni in Libia, Angola, India, Himalaya, Tibet cinese. Tra il 1892-1893 esplorò la Rift Valley, che fu il primo a identificare come una faglia tettonica e a cui diede il nome. Ha lasciato più di 300 scritti su un'ampia varietà di argomenti geologici. A lui è dedicata l'isola Gregory nel Mare di Ross.